# العكيزة (المحفد)

تعديل مصدري - تعديل

العكيزة هي إحدى قرى عزلة المحفد بمديرية المحفد التابعة لمحافظة أبين، بلغ تعداد سكانها 213 نسمة حسب تعداد اليمن لعام 2004.